# Velešovice
Velešovice är en ort i Tjeckien.   Den ligger i regionen Södra Mähren, i den östra delen av landet, 200 km sydost om huvudstaden Prag. Velešovice ligger 230 meter över havet och antalet invånare är 951.
Terrängen runt Velešovice är platt åt sydost, men åt nordväst är den kuperad. Runt Velešovice är det tätbefolkat, med 257 invånare per kvadratkilometer. Närmaste större samhälle är Brno, 17,6 km väster om Velešovice. Trakten runt Velešovice består till största delen av jordbruksmark.